# Julius Wolff
Julius Wolff (Nijmegen, 18 de abril de 1882 — Bergen-Belsen, 8 de fevereiro de 1945) foi um matemático neerlandês. Conhecido pelo teorema de Denjoy–Wolff e por sua versão sobre o contorno do lema de Schwarz.
Wolff estudou matemática e física na Universidade de Amsterdã, onde obteve um doutorado em 1908, orientado por Diederik Korteweg, com a tese Dynamen, beschouwd als duale vectoren. De 1907 a 1917 lecionou em escolas em Meppel, Midelburgo e Amsterdam. Em 1917 Wolff foi apontado Privatdozent na Universidade de Groningen, e em 1922 na Universidade de Utrecht. Foi também conselheiro estatístico da companhia de seguro de vida "Eigen Hulp," com escritório em Haia.

## Publicações
- Wolff, J. (1926), «Sur l'itération des fonctions holomorphes dans une région, et dont les valeurs appartiennent à cette région», Paris, C. R. Acad. Sci., 182: 42–43
- Wolff, J. (1926), «Sur une généralisation d'un théorème de Schwarz», Paris, C. R. Acad. Sci., 182: 918–920
- Wolff, J. (1931). Fourier'sche Reihe, mit Aufgaben. Gronigen: P. Noordhoff[5]